# Verbena cloverae
Verbena cloverae — вид рослин родини Вербенові (Verbenaceae), поширений у Техасі й пн.-сх. Мексиці.

## Опис
Рослини волосисті, висотою до 50 см. Листки розташовані навпроти; листові пластини яйцеподібні, з краями зубчастими і іноді лопатевими, до 3 см завдовжки. Суцвіття кінцеві. Віночки від рожевого до пурпурового забарвлення, 5-листочкові 1.3 см або ширші. 

## Поширення
Поширений у Техасі й пн.-сх. Мексиці.